# ヨウ素酸カリウム
ヨウ素酸カリウム (ヨウそさんカリウム、potassium iodate）は、化学式が KIO3 で表されるカリウムのヨウ素酸塩である。

## 反応
ヨウ素酸と水酸化カリウムとの反応、またはヨウ素と水酸化カリウムとを加熱することにより生成する。
{\displaystyle {\ce {HIO3\ + KOH -> KIO3\ + H2O}}}
{\displaystyle {\ce {3 I2\ + 6KOH -> KIO3\ + 5KI\ + 3H2O}}}

## 性質
強い酸化性があり、可燃物や還元性物質との接触により火災を引き起こす。保管の際は熱や衝撃を避け、可燃物・有機化合物・硫化物などから離す。

## 用途
一部の国では、甲状腺異常予防のため食卓塩や乳児用粉ミルクに添加される。また、臭素酸カリウムと同様、パンの改良材として用いられる場合がある。

### 放射線対策
放射能で汚染されたヨウ素が甲状腺に集まる前に、甲状腺のヨウ素を飽和状態にする効果があるため、放射線療法や放射能漏洩を伴う原子力施設事故の際に使用される。アイルランド、シンガポール、アラブ首長国連邦などでは錠剤の形で備蓄され、高温多湿の環境下の貧困層に届けられている。アイルランドでは、イギリスのセラフィールド再処理施設の事故の際には実際に国民にヨウ素酸カリウム錠が配布された。

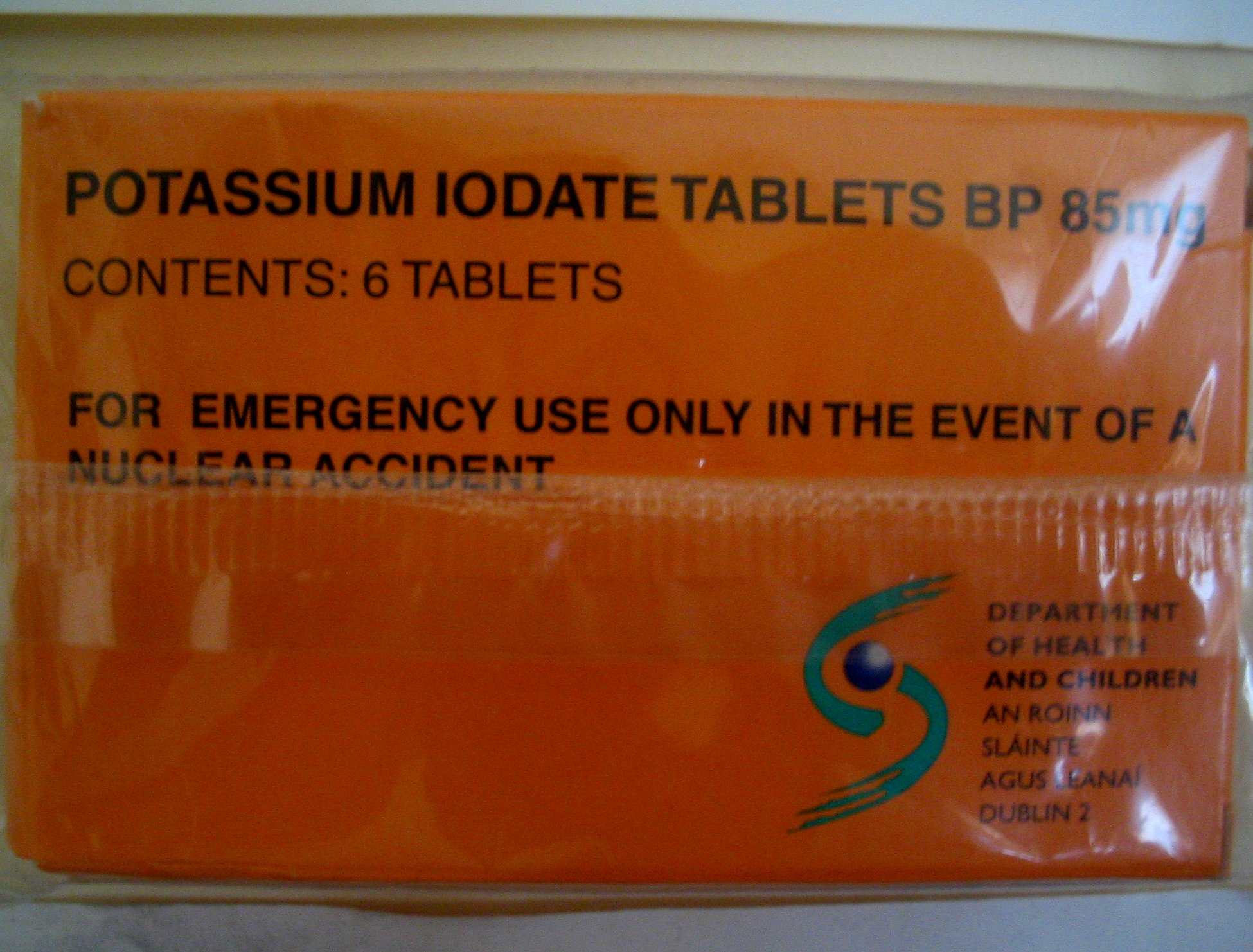
セラフィールド原子力発電所事故の際にアイルランドで配布されたヨウ素酸カリウムの錠剤

| 年齢         | ヨウ化カリウム (mg) | ヨウ素酸カリウム (mg) |
| ------------ | ------------------- | --------------------- |
| 12歳以上     | 130                 | 170                   |
| 3 - 12歳     | 65                  | 85                    |
| 1ヶ月 - 3 歳 | 32                  | 42                    |
| 1ヶ月        | 16                  | 21                    |